# 東京都慰靈堂
東京都慰靈堂（日语：／ Tōkyōto Ireidō */?），為日本東京都墨田區橫網橫網町公園內的一座慰靈堂。1930年（昭和5年），日本將關東大地震中身分不明的罹難者合祀、建築師伊東忠太設計，當時稱作震災祈念堂。1948年（昭和23年）再收納東京大轟炸的罹難者。1951年後即為今貌，該寺屬於佛教寺院。

## 境內設施
- 東京都復興紀念館
- 弔靈鐘（中華民國佛教團體寄贈）
- 關東大震災朝鮮人犠牲者追悼碑
- 東京空襲犧牲者追悼和平祈念碑
- 日本庭園

## 祭禮
- 3月10日：春季大法要
- 9月1日：秋季大法要

## 交通
- JR東日本總武本線、都營地下鐵大江戶線「兩國站」步行5分
- 都營大江戶線、淺草線藏前站
- 停車場：無

## 相關圖像

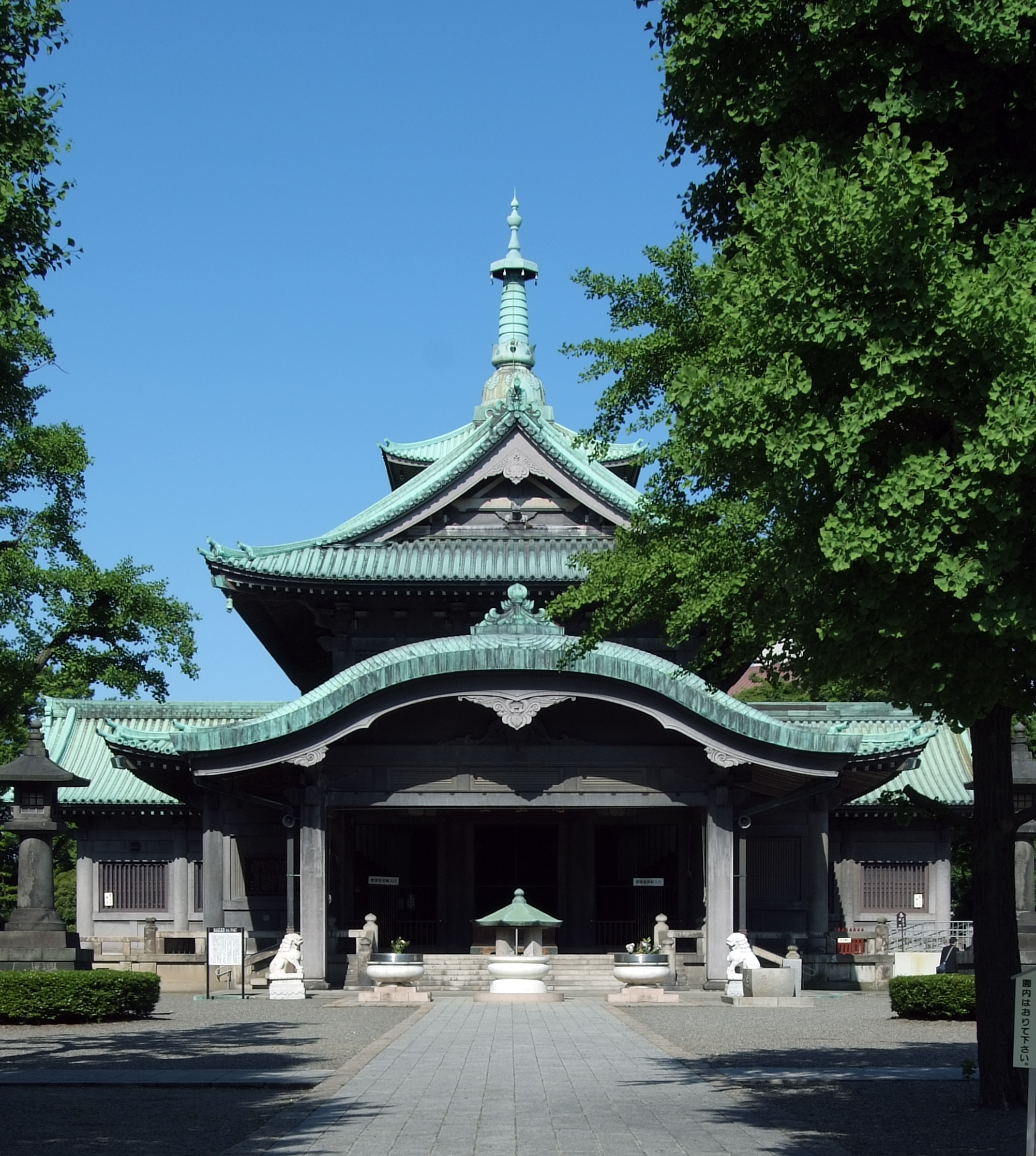
慰靈堂本堂
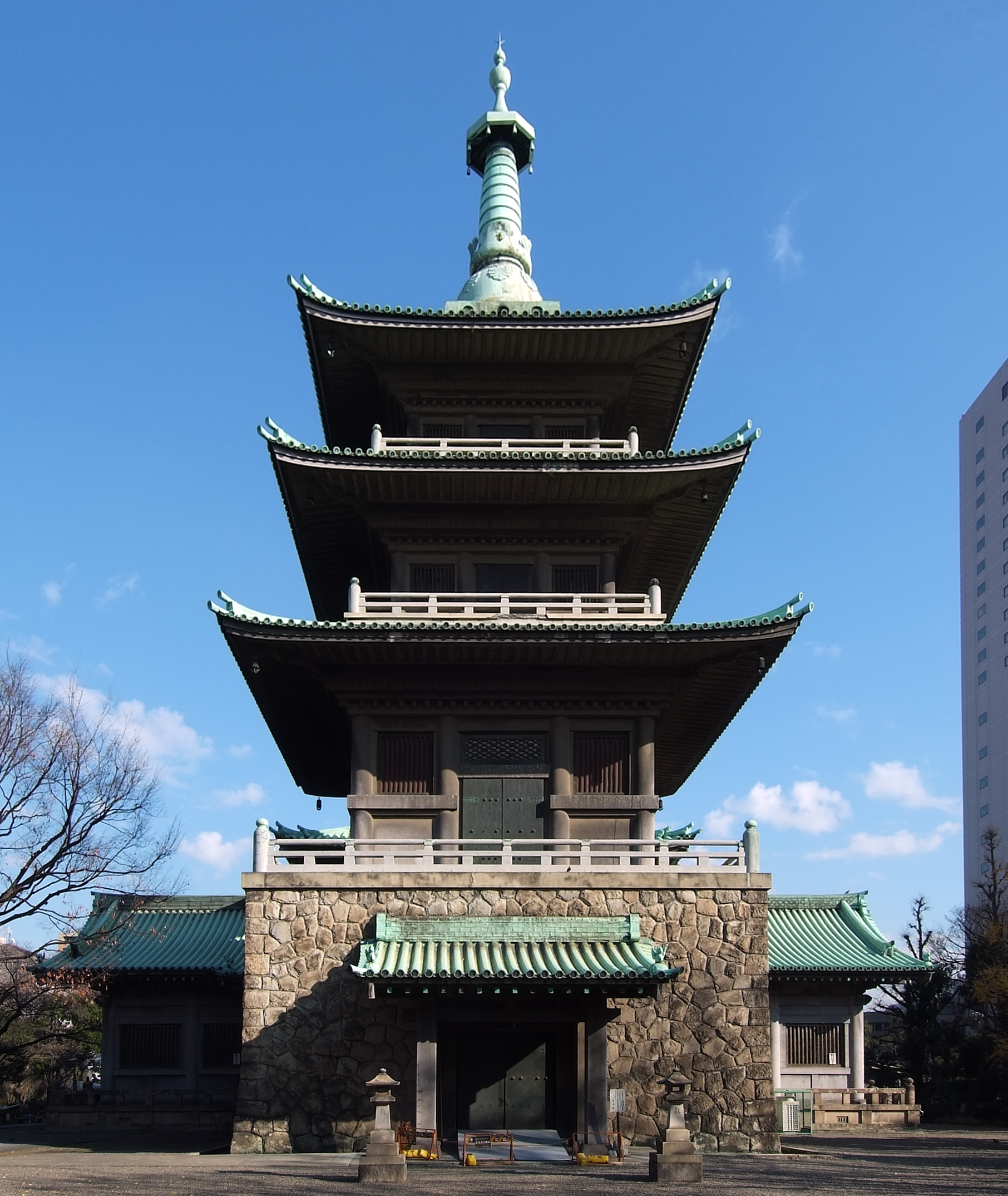
三重塔
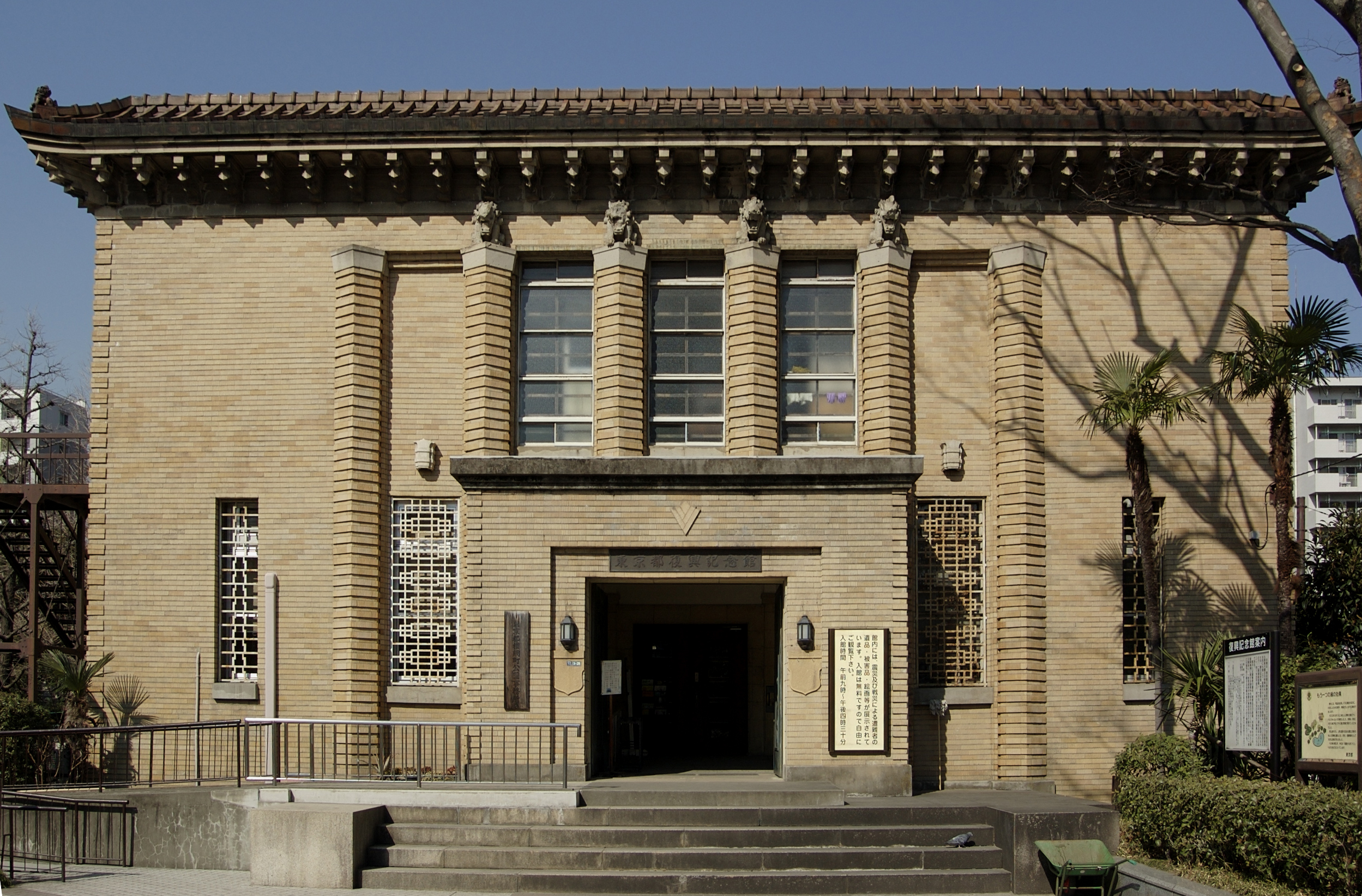
東京都復興紀念館

## 外部連結
- 官方网站